# Vanda Hybnerová
Vanda Hybnerová (* 30. září 1968 Praha) je česká herečka, dcera herce, mima a divadelního pedagoga Borise Hybnera. 

## Život
Vanda Hybnerová absolvovala pražskou jazykovou základní školu v Ostrovní ulici. Vystudovala fotografii na střední grafické škole v Praze na Újezdě a herectví na pražské DAMU.

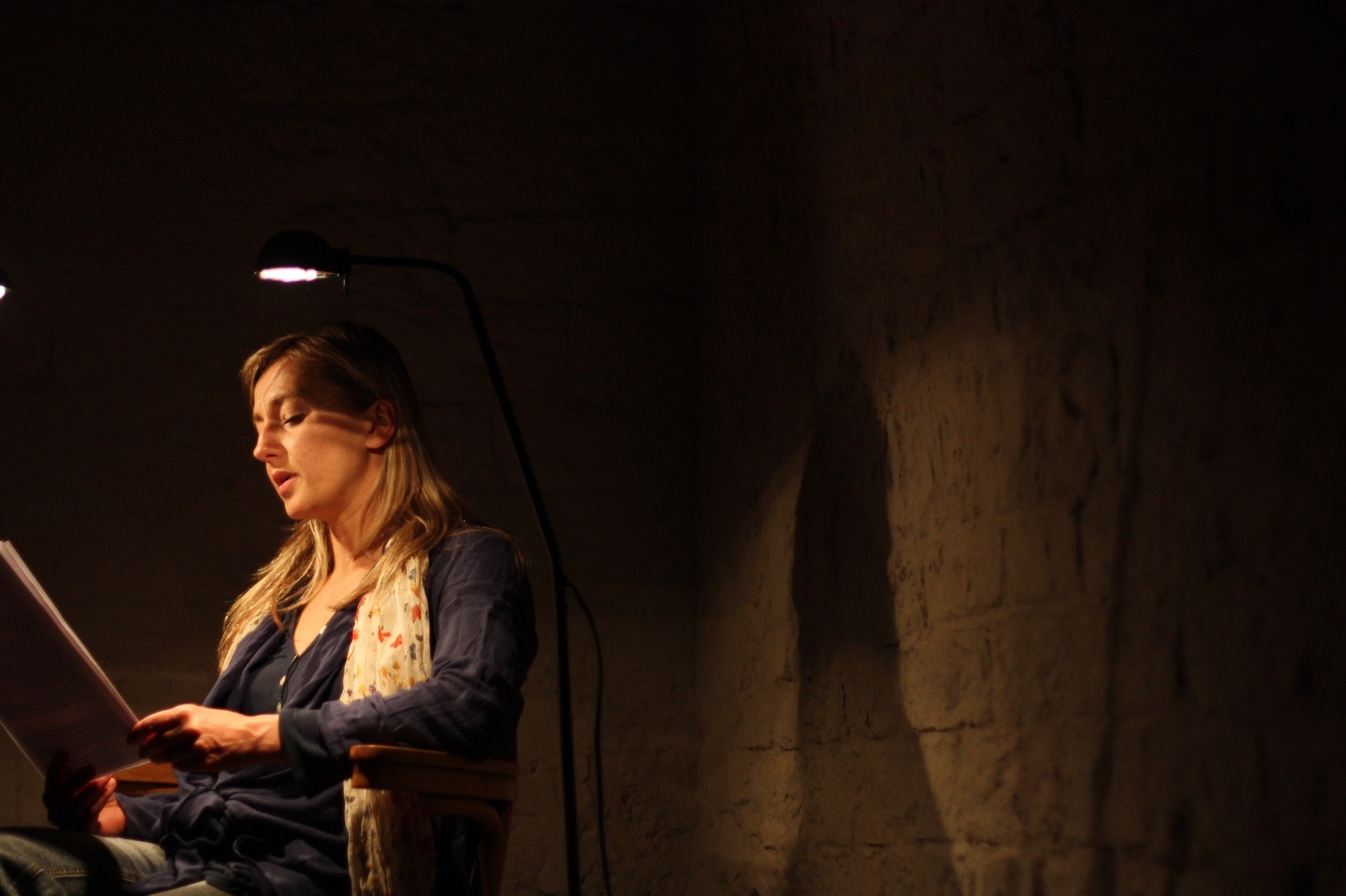

S bývalým manželem Sašou Rašilovem má dvě dcery, herečky Josefínu Rašilovovou (*1994) a Antonii Rašilovovou (*1997). 

### Divadlo
Přibližně 7 let hrála v Divadle Labyrint a hostovala v celé řadě dalších pražských divadel. Nyní účinkuje v Divadle Rokoko, v Divadle Ungelt, v Divadle Palace a v divadelním spolku Depresivní děti touží po penězích.

## Ocenění
- 2004 Cena Thálie, postava: Catherine ve hře Důkaz, Divadlo v Řeznické
- 2005 nominace na Cenu Alfréda Radoka, postava: Petra v Fassbinderově hře Hořké slzy Petry von Kantové

## Filmografie
- ZOO (televizní seriál)
- Krejzovi (televizní seriál)
- Přístav (televizní seriál)
- Křídla Vánoc (film, režie: Karin Babinská)
- Ulice (televizní seriál)
- Soukromé pasti (televizní seriál)
- Taková normální rodinka (televizní film a také miniseriál)
- Jsem větší a lepší
- Letiště (televizní seriál)
- Poslední kouzlo (televizní film)
- 3 plus 1 s Miroslavem Donutilem (televizní seriál)
- Ordinace v růžové zahradě (televizní seriál)
- Stříbrná vůně mrazu (televizní film)
- Pojišťovna štěstí
- Živnostník (televizní film)
- Divoké včely
- Mach, Šebestová a kouzelné sluchátko
- Kanárek
- Dotyky
- Poutníci
- Dokonalý svět (televizní seriál 2010)
- Základka (televizní seriál – postava Alice)
- Román pro muže

## Audioknihy
- Suchý hadr na dně mořském, Audiotéka 2016, autorka Ivana Chřibková
- Když to tam není, tak to tam nehledej, Audiotéka 2018
- Ostny a oprátky, Audiotéka 2019
- Sny a sekyry, Audiotéka, 2019